# Wairarapa United
El Wairarapa United es un club de fútbol de la ciudad de Masterton, Nueva Zelanda que juega en la Central Premier League.

## Palmarés
- Copa Chatham (1): 2011.